# Maria av Baden
Maria av Baden (Marie Elisabeth Wilhelmine von Baden), född 7 september 1782 i Karlsruhe, död  8 december 1808 i Bruchsal, var hertiginna av Braunschweig-Wolfenbüttel. 

## Biografi
Maria av Baden var dotter till Karl Ludvig av Baden och Amalia av Hessen-Darmstadt, och syster till Sveriges drottning Fredrika. Den 1 november 1802 gifte hon sig med hertig Friedrich Wilhelm, hertig av Braunschweig-Wolfenbüttel. 
Maria levde i Prenzlau då kriget med Frankrike bröt ut. Hon var tillsammans med sin svärmor närvarande vid sin svärfars död i Altona 1806, men de tvingades fly kort före hans död på inrådan av den brittiske ambassadören då franska armén närmade sig. De inbjöds till Sverige av hennes svåger Gustav IV Adolf. Hennes svärmor reste i stället till systerdottern Lovisa Augusta av Danmark i Augustenburg, men Maria reste med sina söner till Malmö, där det svenska kungaparet bodde 1806–1807 för att vara nära kriget på kontinenten under den känsliga politiska situationen. 
Napoleon hade sagt att han inte ville träffa hennes man, men gärna henne. Hennes bror, som var Napoleons allierade, bad henne därför att komma till Berlin för att tala å sin mans vägnar. Hon påbörjade resan, men stoppades i Stralsund på makens order, eftersom man hört att Napoleons egentligen ville gifta bort henne med sin bror Jerome Bonaparte. Maria var van vid ett informellt umgänge med sina hovdamer och ska ha haft tråkigt i Malmö, där hon levde isolerad med kungafamiljen och hade svårt att trivas med sin svåger Gustav. När Fredrika återvände till Stockholm i maj 1807 för att föda barn bad hon Maria följa med, men Marias man bad henne att återvända till Tyskland, och hon lämnade Sverige 10 maj 1807.

## Barn
- Karl II av Braunschweig-Wolfenbüttel (1804–1873)
- Wilhelm av Braunschweig (1806–1884)
- dotter (f. och d. 1808)